# Здание театра Солодовникова

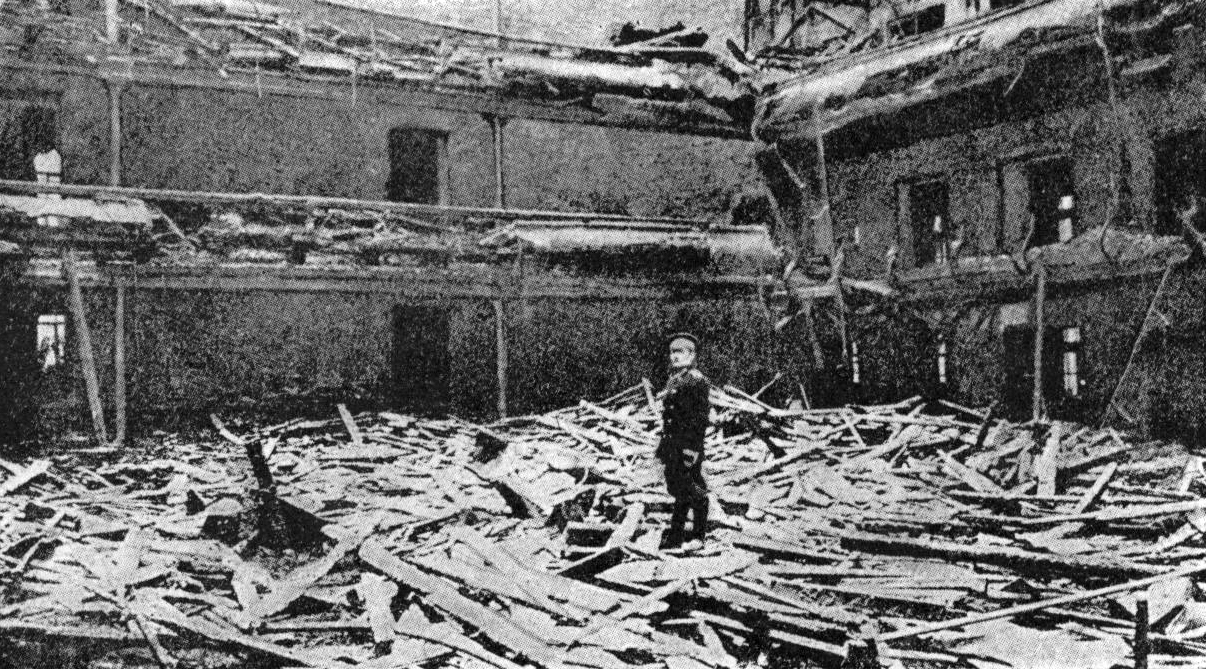
Сгоревший в 1907 году театр Солодовникова. Вид со сцены на партер

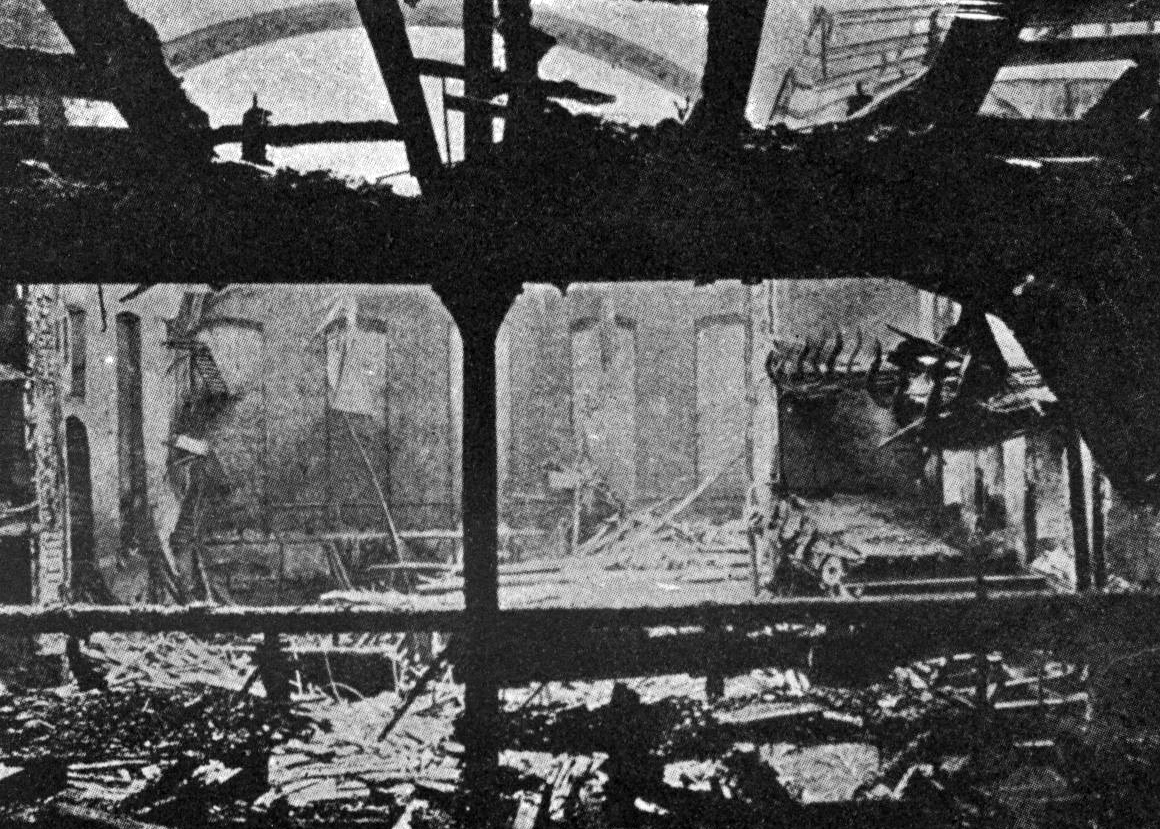
Сгоревший в 1907 году театр Солодовникова. Вид из партера на сцену

Здание театра Г. Г. Солодовникова — историческое здание, расположенное в Москве на углу улиц Кузнецкий Мост и Большая Дмитровка. В основе строения — усадьба Щербатовых-Шаховских. Перестроено в 1883—1884 годах по заказу купца Г. Г. Солодовникова под театр. В здании размещались «Частная русская опера» С. И. Мамонтова, «Оперный театр Зимина». С 1961 года и по сегодняшний день здесь размещается Московский театр оперетты. Здание является объектом культурного наследия федерального значения.

## История
В основе существующих зданий — усадьба XVIII века, принадлежавшая тестю А. В. Суворова князю И. А. Прозоровскому младшему. С этим домом связана женитьба полководца, детские годы его детей. С 1798 года владение принадлежало Щербатовым, затем Шаховским. В доме Д. Щербатова предоставлял «особенное прибежище игрокам» профессиональный карточный игрок В. С. Огонь-Догановский, которого Пушкин вывел в «Пиковой даме» под именем Чекалинского. С 1863 года участок находился во владении купца-миллионера Г. Г. Солодовникова, перестроившего главный дом и открывшего в нём магазин «Au bon marche» («По доступным ценам»). В 1883—1894 годах по заказу Солодовникова архитектором К. В. Терским в рекордные сроки (8 месяцев) здание было перестроено под пятиярусный театр на 3100 зрителей. Однако открытие построенного здания для публики столкнулось с неожиданными для Солодовникова сложностями: несколько сменявших друг друга приёмных комиссий отказались подписывать документы в связи с многочисленными недоделками. Лишь личное вмешательство московского генерал-губернатора Великого князя Сергея Александровича позволило 24 декабря 1895 года открыть театр для публики оперой Доницетти «Фаворитка». Первое время в театре ставили спектакли итальянская оперная труппа и труппа М. В. Лентовского.

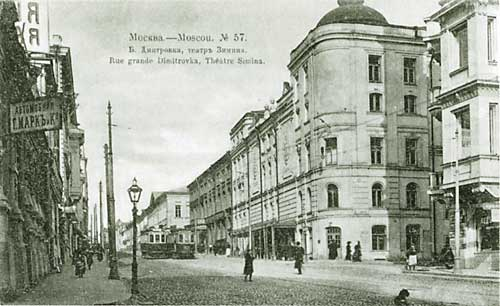
Вид здания с Большой Дмитровки, 1913 г.

В 1896 году в театре Солодовникова открылась первая негосударственная оперная антреприза — «Частная русская опера», организованная и финансируемая С. И. Мамонтовым, которая с небольшими перерывами ставила здесь спектакли вплоть до начала 1904 года. В 1897—1898 годах здание вновь было перестроено архитектором И. Е. Бондаренко. На сцене театра были поставлены оперы русских композиторов Н. А. Римского-Корсакова, А. С. Даргомыжского, П. И. Чайковского, М. П. Мусоргского, при этом оперы «Снегурочка», «Псковитянка», «Хованщина», «Орлеанская дева» и «Каменный гость» были поставлены в Москве впервые. В театре выступали Ф. И. Шаляпин, Н. И. Забела-Врубель, Н. В. Салина и другие оперные исполнители. Сценографией в опере Мамонтова занимались В. Д. Поленов, М. А. Врубель, К. А. Коровин, В. М. Васнецов, И. И. Левитан и другие известные художники. 6 мая 1896 года в этом здании был проведён первый московский киносеанс: французский импресарио Рауль Гюнсбург представил картины братьев Люмьер, включая фильм «Прибытие поезда на вокзал Ла-Сьота».
После оперы Мамонтова здание некоторое время занимало «Товарищество русской частной оперы» М. Кожевникова. В 1907 году театр Солодовникова сгорел. После восстановления и перестройки здания архитектором Т. Я. Бардтом, в нём в 1908 году открылся «Оперный театр Зимина», основанный театральным деятелем и меценатом С. И. Зиминым. Опера Зимина продолжила мамонтовские традиции постановки опер преимущественно русских композиторов, вместе с тем С. И. Зимин стремился привнести на сцену театра все новые европейские достижения, как в репертуаре, так и в театральной организации. Музыкальным руководителем и дирижёром оперы с момента её основания являлся М. М. Ипполитов-Иванов. На сцене театра Зимина, помимо опер, осуществлялись и балетные постановки: здесь танцевала труппа М. М. Фокина, выступали А. Дункан и М. Кшесинская. Портал театра в 1908—1929 годах украшало живописное панно М. А. Врубеля «Принцесса Грёза». В 1910-х годах архитектором театра служил Г. Н. Иванов.
В 1917 году опера Зимина вместе со всем имуществом была передана в ведение Совета рабочих и солдатских депутатов и стала называться Театром Совета рабочих депутатов. В 1919 году театр был переименован в Малую государственную оперу, а в 1921 году в Театр музыкальной драмы. В 1922 году С. И. Зимин вновь возглавил театр, организовав акционерное общество «Первая свободная опера С. И. Зимина». В 1924 году театр был закрыт, а оперная труппа «Первой свободной оперы» отдана под суд, однако после следствия оправдана за отсутствием состава преступления. В 1925—1928 годах театр носил название Экспериментального, в 1929—1935 годах — 2-го Государственного театра оперы и балета, а с 1936 года стал филиалом сцены Большого театра. В этом же году здание было вновь перестроено. В части здания, выходящей на Кузнецкий Мост, жил до своей смерти в 1942 году бывший руководитель оперы С. И. Зимин. В этой же части дома в советское время находилась поликлиника Союза театральных деятелей РСФСР и Большого театра. После того как Большой театр получил вторую сцену в Кремлёвском дворце съездов, с 1961 года и по сегодняшний день здесь размещается Московский театр оперетты. В конце 1990-х годов у властей существовали планы по сносу здания и строительству на его месте нового, однако они не были осуществлены. Здание является объектом культурного наследия федерального значения.

## Произведения, премьеры которых состоялись в здании Театра Солодовникова
- 1896 — «Садко» Николая Римского-Корсакова
- 1898
— «Моцарт и Сальери» Николая Римского-Корсакова
— «Боярыня Вера Шелога» Николая Римского-Корсакова
- 1899 — «Царская невеста» Николая Римского-Корсакова
- 1900
 — «Сказка о царе Салтане» Николая Римского-Корсакова
— «Ася» Михаила Ипполитова-Иванова
- 1902 — «Сервилия» Николая Римского-Корсакова
- 1909
 — «Золотой петушок» Николая Римского-Корсакова
— «Нюрнбергские мейстерзингеры» Рихарда Вагнера (российская премьера)
- 1910 — «Измена» Михаила Ипполитова-Иванова
- 1912 — «Сестра Беатриса» Александра Гречанинова
- 1916
 — «Клара Милич» Александра Кастальского
— «Свадьба» Владимира Эренберга
- 1923 — «Князь Серебряный» Петра Триодина
- 1924 
— «Трильби» Александра Юрасовского
— «Маскотта» Эдмона Одрана (российская премьера, под назв. «Красное солнышко»)
- 1925
— «Степан Разин» Петра Триодина
— «Иосиф Прекрасный» Сергея Василенко
- 1927
— «Иван-солдат» Климентия Корчмарёва
— «Фленго» Владимира Цыбина
- 1929
— «Тупейный художник» Ивана Шишова
— «Сын Солнца» Сергея Василенко
- 1930
— «Прорыв» Сергея Потоцкого
— «Алмаст» Александра Спендиарова
- 1937 — «Аистёнок» Дмитрия Клебанова
- 1939
— «Мать» Валерия Желобинского
— «Светлана» Дмитрия Клебанова
- 1943 — «В огне» Дмитрия Кабалевского
- 1945 — «Золушка» Сергея Прокофьева
- 1946
— «Бэла» Анатолия Александрова
— «Барышня-крестьянка» Бориса Асафьева
- 1947 — «Вражья сила» Александра Серова (первая постановка новой редакции оперы, осуществлённой Борисом Асафьевым)
- 1950 — «Морозко» Михаила Красева
- 1963 — «Сто чертей и одна девушка» Тихона Хренникова
- 1964 — «Сердце балтийца» Константина Листова (под назв. «Пять минут на размышление»)
- 1967
 — «Белая ночь» Тихона Хренникова
— «В ритме сердца» Андрея Петрова
- 1968 — «Тихое семейство» Юрия Милютина
- 1972 — «Весна в Москве» Никиты Богословского
- 1973 — «Золотые ключи» Александра Зацепина
- 1975 — «Триумфальная арка» Александра Флярковского
- 1978 — «Неистовый гасконец» Кара Караева
- 1979 — «Жужа из Будапешта» Александра Журбина
- 1980 — «Ребята нашего двора» Тихона Хренникова
- 1990 — «Клоп, или Позабудь про камин…» — музыка Дмитрия Шостаковича в обработке Леонида Десятникова
- 2008 — «Монте-Кристо» Романа Игнатьева
- 2010 — «Цезарь и Клеопатра» Александра Журбина
- 2012 — «Граф Орлов» Романа Игнатьева
- 2016 — «Анна Каренина» Романа Игнатьева